# Bark at the Moon
Bark at the Moon é o terceiro álbum de estúdio lançado por Ozzy Osbourne em sua carreira solo.
Foi lançado no final de 1983 com Jake E. Lee pela primeira vez, à frente das guitarras. Este foi o primeiro trabalho de Osbourne desde a morte de Randy Rhoads.

## Lançamento
Em algumas edições européias, bem como na turnê promocional, a faixa "Centre of the Eternity" é identificada como "Forever". A faixa título foi lançada como o primeiro single do álbum, e um videoclipe foi gravado, o primeiro da carreira solo de Osbourne. A faixa "Spiders in the Night" foi originalmente incluída apenas nos lançamentos na Europa, Austrália, Nova Zelândia e Grécia, mas foi incluída na reedição do CD de 1995 e de 2002, listada simplesmente como "Spiders".
Bark at the Moon é o terceiro álbum solo de Osbourne, depois de se separar do Black Sabbath em 1979, e seu único álbum de estúdio com o baterista Tommy Aldridge, que foi membro de sua banda ao vivo no início dos anos 80. Aldridge partiu após a gravação do álbum e foi brevemente substituído por Carmine Appice, mas retornou no meio da turnê depois que Appice foi removido pelos Osbournes. Quando perguntado por que Aldridge foi trazido de volta, Osbourne disse à revista Hit Parader no início de 1984 "Por razões de saúde. Ele [Appice] estava me deixando doente". No entanto, Appice apareceu no popular videoclipe do single "Bark at the Moon".

## Controvérsias
Bark at the Moon é o único álbum de Ozzy Osbourne no qual a composição é creditada inteiramente ele. No entanto, o guitarrista Jake E. Lee defende que ele compôs uma quantidade significativa de músicas do álbum, mas foi enganado pela esposa e gerente de Sharon Osbourne. Lee afirma que depois de compor as músicas e terminar de gravar suas partes no estúdio, ele recebeu um contrato que afirmava que não teria direito a nenhuma composição ou publicação relacionada ao álbum. O contrato também afirmava que Lee não podia mencionar isso publicamente. Lee afirma que assinou o contrato porque não tinha representação legal e porque Sharon ameaçou demiti-lo e colocar outro guitarrista para regravar suas partes, se ele recusasse.
O próprio Osbourne admitiu vários anos depois, nas notas da compilação The Ozzman Cometh, que Lee estava envolvido na composição do álbum pelo menos em algum grau, afirmando que a faixa-título do álbum era de fato co-escrita pelo guitarrista.[carece de fontes?] O baixista de Osbourne na época, Bob Daisley, espelhava o relato de Lee sobre a produção do álbum, afirmando que ele co-escreveu a maior parte da música com Lee e escreveu a grande maioria das letras. Daisley afirmou que ele negociou com Osbourne em troca de um crédito por escrito. O ex-baterista de Osbourne Lee Kerslake, que também tocou com Daisley em Uriah Heep depois de deixar a banda de Osbourne, afirmou que Daisley havia sido contratado por Sharon Osbourne para escrever o álbum Bark at the Moon por "US$ 50-60 mil ou o que quer que seja. Foi oferecido chance de escrever com Ozzy. Palavras, música - escreva o álbum.".

## Faixas
| N.º            | Título                           | Duração |  |
| 1.             | "Bark at the Moon"               | 4:17    |  |
| 2.             | "You're No Different"            | 5:49    |  |
| 3.             | "Now You See It (Now You Don't)" | 5:10    |  |
| 4.             | "Rock 'n' Roll Rebel"            | 5:23    |  |
| 5.             | "Centre of Eternity"             | 5:15    |  |
| 6.             | "So Tired"                       | 4:00    |  |
| 7.             | "Slow Down"                      | 4:21    |  |
| 8.             | "Waiting for Darkness"           | 5:14    |  |
| Duração total: | Duração total:                   | 39:29   |  |

| Bônus de 1995 |                        |         |  |
| N.º           | Título                 | Duração |  |
| 9.            | "Spiders in the Night" | 4:31    |  |

| Bônus de 2002 |                       |         |  |
| N.º           | Título                | Duração |  |
| 9.            | "Spiders"             | 4:31    |  |
| 10.           | "One Up the 'B' Side" | 3:25    |  |

## Créditos
- Ozzy Osbourne - vocal
- Jake E. Lee - guitarra
- Bob Daisley - baixo
- Tommy Aldridge - bateria
- Carmine Appice - bateria na música e no clip de Bark at the Moon
- Don Airey - teclado